# 斯奧托米爾斯 (伊利諾伊州)
斯奧托米爾斯是位於美國伊利諾伊州斯蒂芬森縣的一個非建制地區。該地的面積和人口皆未知。

## 地理
斯奧托米爾斯的座標為42°21′23″N 89°40′07″W / 42.35639°N 89.66861°W，而該地的平均海拔高度為239米（即784英尺）。